# Mine de La Zarza
 (mars 2025).
La mine de La Zarza est une mine souterraine et à ciel ouvert de zinc, de cuivre et d'or, aujourd’hui abandonnée, située près de la ville de La Zarza-Perrunal (es) dans la province de Huelva et la communauté autonome d’Andalousie en Espagne.